# Elephantulus intufi
Elephantulus intufi é uma espécie de musaranho-elefante da família Macroscelididae. Pode ser encontrada na Angola, Namíbia, Botsuana e África do Sul.